# Schausiella longispina
Schausiella longispina är en fjärilsart som beskrevs av Rothschild 1907. Schausiella longispina ingår i släktet Schausiella och familjen påfågelsspinnare. Inga underarter finns listade.